# Churesar
Churesar o Chudesar fou un petit estat tributari protegit de l'agència Rewa Kantha a la presidència de Bombai divisio de Sankheda Mehwas. Tenia una superfície de 5 km² i estava sota govern de sis caps que pagaven tribut.
Els ingressos s'estimaven en 100 liures el 1881, de les que 31 eren pagades com a tribut que rebia el Gaikwar de Baroda.